# Apanteles leptothecus
Apanteles leptothecus är en stekelart som först beskrevs av Cameron 1907.  Apanteles leptothecus ingår i släktet Apanteles och familjen bracksteklar. Inga underarter finns listade i Catalogue of Life.